# Carlo Bergonzi (vioolbouwer)
Carlo Bergonzi (Cremona, ca. 1683 - ca. 1747) was een Italiaanse viool- en snaarinstrumentbouwer.
Bergonzi was aanvankelijk leerling van Hieronymus Amati, later van Antonio Stradivari, en ving zijn zelfstandige loopbaan aan in 1716. Zijn zoon Michelangelo zette de zaak voort, evenals diens drie zoons Nicola, Zosimo en Carlo, over wie echter weinig bekend is. Hij werkte voorts samen met Giuseppe Guarneri.
Bergonzi's vader en moeder leefden om de hoek bij Stradivarius in de Piazza San Domenico in Cremona. Carlo was aanvankelijk als leerjongen van Stradivarius ook verantwoordelijk voor de reparaties aan Stradivarius' violen. Omdat dit zeer tijdrovend was, had hij aanvankelijk weinig tijd om zelf veel violen te bouwen.
De violen die van zijn hand verschenen zijn qua ontwerp geënt op de violen van zijn leermeesters Stradivarius en Guarneri.
Een van de beroemdste violen van Carlo Bergonzi is de Kreisler Bergonzi, genoemd naar de violist Fritz Kreisler. De viool is ook eigendom geweest van Itzhak Perlman. Zowel Kreisler als Perlman hebben deze viool in opnamen gebruikt.
De labels in de violen van Carlo Bergonzi zijn verschillend maar meestal als volgt vormgegeven:
```
Anno 1733, Carlo Bergonzi
fece in Cremona
```

Het is bekend dat veel instrumenten met dit label vervalsingen zijn. Zo dacht de bekende cellist Pablo Casals jarenlang een Bergonzi te bespelen, omdat het gelabeld was met "Carlo Bergonzi . . . 1733", en na 50 jaar op dit instrument te hebben gespeeld bleek het gemaakt te zijn door Matteo Goffriller.
Bergonzi's violen worden tot 's werelds topviolen gerekend en zijn uiterst kostbaar.